# Gashouder (Naaldwijk)

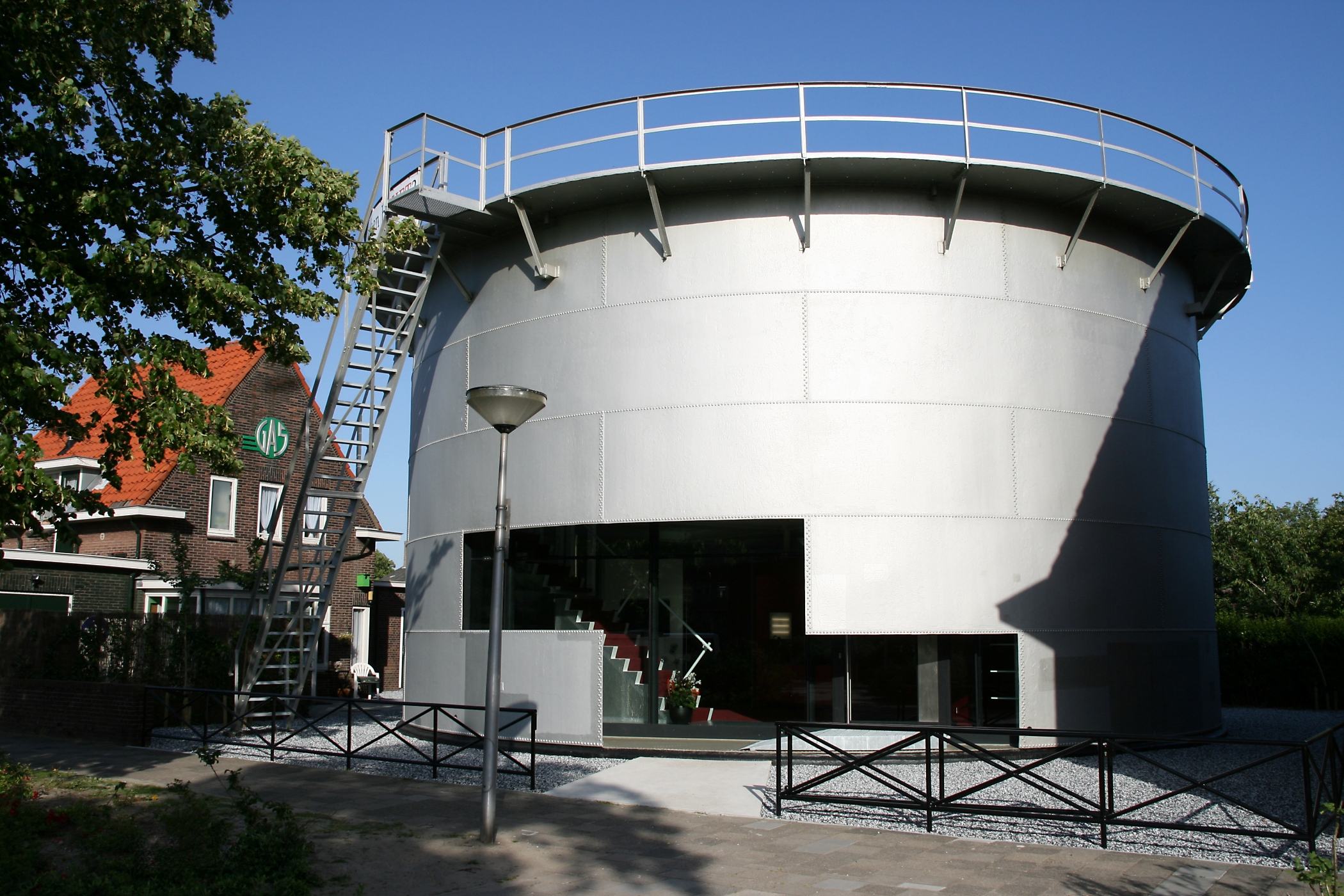
Gashouder in 2008

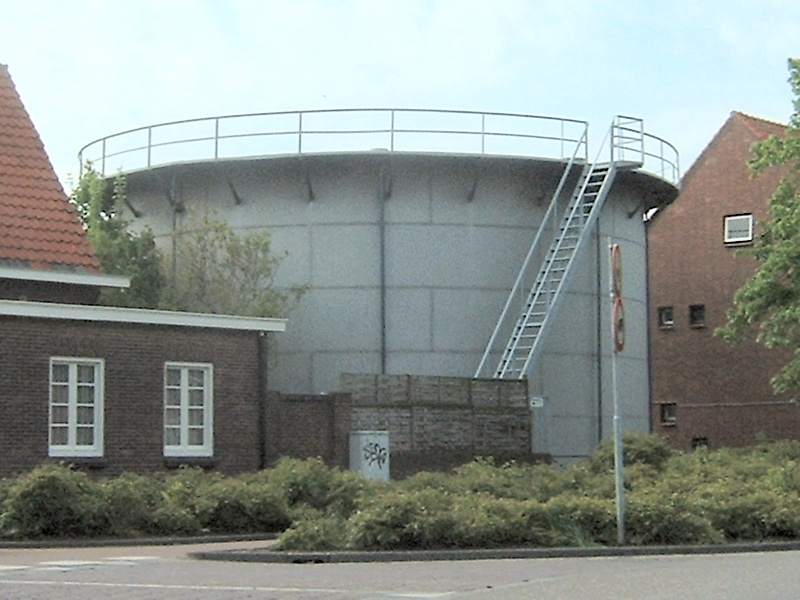
Gashouder in 2005 (voor de verbouwing)

De gashouder in Naaldwijk aan de Verspycklaan 72A is een rijksmonument in de gemeente Westland en dateert uit 1927. 
Een gashouder is een cilindervormige, ijzeren voorraadtank voor gas dat uit steenkool werd gewonnen. Na de introductie van aardgas verdwenen de meeste gashouders. De gashouder in Naaldwijk bleef behouden dankzij de aankoop van waterleidingsmaatschappij Evides in 1971 en gebruikte het als drinkwateropslagtank. Toen waterleidingsmaatschappij Evides de gashouder en tegenoverliggende watertoren niet meer gebruikte, is er een ontwerpprijsvraag uitgeschreven voor hergebruik van beide gebouwen, momenteel is de gashouder verbouwd en in gebruik als architectenbureau.
De gashouder is zeven meter hoog en heeft een diameter van veertien meter.